# カラペテ・ハチョ
カラペテ・ハチョ (クルド語: Karapetê Xaço, Karabêtê Xaço、アルメニア語: Կարապետ Խաչո、1900年9月3日、1903年または1908年などの諸説あり - 2005年1月15日)は、アルメニアの歌手。分野はクルドのデングベィジ音楽。
ハチョは、オスマン帝国のビレイデル (今日のバトマン県のビンアトルゥ)でアルメニア人の家庭に生まれた。1915年のアルメニア人の強制移住の際、村が虐殺に遭遇するところを見ていた。両親を喪ったが、ハチョと兄のアブラハム、姉妹のムナシャク、ヘゼルは、あるオスマン軍の兵士が「逃がして行かせてやろう」と言ったため、助かることとなった。ハチョは、子どものころから音楽に興味を持ち始め、その土地で何世代にも渡って歌い継がれてきたクルド民謡を歌っており、そのクルマンジ方言の知識と歌唱力が身を助けることになった。
ハチョは、15年近く傭兵としてフランス外人部隊に勤務した。その間、1936年に、フランス委任統治領シリアのカミシュリーでアズィズィヤン家のイェヴァと結婚し、一男四女を儲けた。
1946年、家族とともにアルメニア・ソビエト社会主義共和国に移住してイェレヴァンに落ち着き、イェレヴァン・ラジオのクルド語部門で働き、アルメニア人虐殺の経験についても歌い、その歌唱は国境の向こう側のクルド人の間で人気を博した。その後、2005年1月15日に死亡した。

## 関連作品
- Mehmet Aktaş, Dengekî Zemanê Bere: Karapêtê Xaço: Voice from the Past (ベルギー: Medya TV, 2000年).